# Stanislav Gross
Stanislav Gross (Praga, 30 de octubre de 1969-ibídem, 16 de abril de 2015) fue un abogado y político checo, ministro de Interior y primer ministro de su país que dimitió de su cargo el 25 de abril de 2005, desacreditado por un escándalo de presunta corrupción política.

## Biografía
A los veinte años Gross trabajaba como maquinista de trenes. Posteriormente se casó con Sarka Grossova con quien tubo dos hijos. A su esposa la conoció en el restaurante del Parlamento, donde trabajaba como camarera.

## Trayectoria política
Después de la caída del régimen comunista en 1989, Gross ingresó en el Partido Socialdemócrata Checo (CSSD) y en 1992 fue elegido al parlamento, y a los 30 años de edad, ministro del Interior.

### Primer ministro
Stanislav Gross fue nombrado primer ministro de la República Checa un mes después de que su predecesor, Vladimir Špidla, renunciara al cargo tras el fracaso sufrido por el Partido Socialdemócrata en las elecciones al Parlamento Europeo de 2004. Su gobierno estuvo formado por tres partidos en una coalición gubernamental, es decir, la Socialdemocracia, el democristiano Partido Popular y la Unión de la Libertad.
Durante una visita a Praga en 2004, el canciller alemán Gerhard Schröder se reunió con Gross, y se negó a respaldar las demandas de indemnizaciones pretendidas por alemanes expulsados del Sudetenland y otros territorios en 1945.

#### Unión Europea
En 2004, con 34 años de edad Gross se convirtió en el miembro más joven de la historia del Consejo Europeo hasta ese momento. En 2019, Sanna Marin fue designada como 
primera ministra de Finlandia con lo que llegó al Consejo a la misma edad que Gross.
Durante su mandato, Gross propuso realizar el referéndum sobre la Constitución Europea junto con las elecciones legislativas de la República Checa de 2006.
Se definía a sí mismo como un europeísta, que apoyaba la adhesión de Turquía a la Unión Europea (UE).

#### Dimisión
La crisis surgió a raíz del escándalo que provocó la incapacidad de Gross para explicar  el origen de las 900 000 coronas (unos 30 000€) con las cuales compró un piso de lujo. Esto junto con las supuestas relaciones empresariales de su esposa Sarka, con la criminalidad organizada de Praga y una denuncia anónima por fraude fiscal, llevaron a mediados de febrero al líder democristiano Miroslav Kalusek a exigir la renuncia de Gross.
Unas horas después de que Gross presentara su dimisión , el presidente checo, Václav Klaus, nombró a Jiri Paroubek, economista de 52 años, y hasta ese momento ministro de Desarrollo Reginal, nuevo primer ministro.

## Fallecimiento
Un vocero oficial de la República Checa, mencionó que Gross sufría de esclerosis lateral amiotrófica, una enfermedad neurológica que origina pérdida de la función muscular. En 2014, en una entrevista para la Televisión Checa, conociendo ya la evolución imparable de su enfermedad, Gross pidió disculpas y lamentó haber defraudado a aquellos que confiaron en él. Finalmente, la enfermedad acabó con su vida el 16 de abril de 2015.